# Tramell Tillman
Pour les articles homonymes, voir Tillman.
Tramell Tillman, né le 17 juin 1985, est un acteur américain. Il est connu pour son rôle de Seth Milchick dans la série Severance (depuis 2022).

## Biographie
Tramell Tillman naît le 17 juin 1985[réf. souhaitée].
Il grandit à Largo, dans le Maryland, dans la région métropolitaine de Washington, et a cinq frères et sœurs aînés. Après avoir obtenu son diplôme du lycée Eleanor Roosevelt en 2003, il s'inscrit à l'université Xavier de Louisiane en tant que pre-medical. Cependant, il n’apprécie pas les cours. En 2005, après que l'ouragan Katrina ait frappé La Nouvelle-Orléans, il est transféré à l'université d'État de Jackson où il change de spécialisation.
Tillman est diplômé de l’université d'État de Jackson avec un Bachelor of Science en communications de masse en 2008, avec une mention très honorable, et une maîtrise en beaux-arts de l'université du Tennessee en 2014, et il est le premier homme afro-américain à être diplômé de ce programme.

## Vie privée
Tillman est ouvertement homosexuel, il aborde le sujet lors d'une interview pour The Cut.

## Filmographie

### Cinéma

#### Longs métrages
- 2024 : Barron's Cove d'Evan Ari Kelman : Felix
- 2024 : Sweethearts de Jordan Weiss : coach Reese
- 2025 : Mission: Impossible - The Final Reckoning de Christopher McQuarrie : Capitaine Bledsoe

#### Courts métrages
- 2021 : Welcome to Lumon de Ben Stiller : Seth Milchik

### Télévision

#### Séries télévisées
- 2015 : Difficult People (saison 1, épisode 2 Devil's Three-Way) : Bon Samaritain
- 2018 : Dietland (10 épisodes) : Steven
- 2019 : Elementary (saison 7, épisode 8 Miss Understood) : Détective Ocasio
- 2019 : Godfather of Harlem (saison 1, 6 épisodes) : Bobby Robinson
- 2020 : Hunters (saison 1, épisodes 1 et 2) : Détective Sommers
- depuis 2022 : Severance (20 épisodes) : Seth Milchik
- 2024 : Hit-Monkey (saison 2, 7 épisodes) : Double-Tap
- 2025 : Ramble On : Kenny

## Théâtre
- 2018 : Carmen Jones d'Oscar Hammerstein II, mise en scène John Doyle, Classic Stage Company, Off-Broadway : Sergent Brown
- 2019 : The Great Society de Robert Schenkkan, mise en scène Bill Rauch, Lincoln Center Theatre, Broadway : Bob Moses
- 2022 : Good Night, Oscar de Doug Wright, mise en scène Lisa Peterson, Goodman Theatre, Chicago : Alvin Finney
- 2024 : Shit. Meet. Fan. de Robert O'Hara, mise en scène de l'auteur, MCC Theater, Off-Broadway : Logan

## Distinctions
En 2022, il est lauréat des Peabody Awards dans la catégorie Divertissement pour son rôle dans Severance.